# Jill de Jong
Jill de Jong (Nascida a 17 de fevereiro de 1982) é uma modelo neerlandesa.
Ela iniciou sua carreira de modelo aos quinze anos, quando venceu um concurso de modelo nos Países Baixos.
Em 21 de março de 2002, ela foi selecionada pela Eidos Interactive como modelo para a  personagem Lara Croft na série Tomb Raider de Video games e jogos de computador.
Seus trabalhos como modelo inclui uma campanha publicitária da L'Oréal européia para tratamento de cabelo.